# كوسوكي كادوشيما
كوسوكي كادوشيما (باليابانية: 角島 康介) (8 أغسطس 1988 في إباراكي في اليابان – )؛ هو لاعب كرة قدم سابق كان يلعب كمهاجم.

## وصلات خارجية
- كوسوكي كادوشيما على موقع قاعدة بيانات كرة القدم.إي يو (الإنجليزية)
- كوسوكي كادوشيما على موقع Soccerway.com (الإنجليزية)